# 파인: 촌뜨기들
《파인》(영어: Low Life)는 디즈니+에서 2025년 방영 중인 대한민국의 범죄 드라마이다.

## 기획의도
각자의 욕심과 논리를 갖고 신안 앞바다 해저 유물을 찾으러 모인 염치없는 탐욕에 사로잡힌 거친 사람들의 위험한 이야기

## 등장 인물

### 주요 인물
- 류승룡 : 오관석 역 (젊은 관석 : 류지훈)
- 양세종 : 오희동 역 - 관석의 조카 (어린 희동 : 고경민)
- 임수정[1] : 양정숙 역 - 흥백비니루 경리직원 출신, 천 회장의 새 아내
- 김의성 : 김교수 역
- 김성오 : 임전출 역 - 정숙의 전 남편?, 현재 정숙의 운전기사로 있다.
- 김종수 : 송 사장 역 - 본명 송기택, 인사동에서 골동품가게 동양미술 태솔당 운영, 일명 인사동 살쾡이
- 이동휘 : 심홍기 역 - 산정동 지서 경찰
- 정윤호 : 장벌구 역
- 김민 : 박선자 역 - 목포 행운다방 레지
- 장광 : 천 회장 역 - 본명 천황식, 흥백산업 회장
- 홍기준 : 황 선장 역 - 본명 황태산, '용진호' 선장
- 우현 : 하 선생 역 - 본명 하영수
- 임형준 : 고석배 역 - 잠수사
- 김진욱 : 이복근 역 - 목측담당, 목포 교도소 수감중
- 이상진 : 나대식 역 - 기택의 아들

### 그 외 인물
- 손종학 : 한 사장 역 - 본명 한성철
- 우미화 : 장 마담 역 - 목포 행운다방 마담
- 주보비 : 종말 역 - 행운다방 레지
- 박보경 : 진 사장 역 - 마릴린 의상실 사장, 정숙과 막역한 사이다.
- 김선화 : 양 할멈 역 - 덕산 골동품 사장, 김 교수와 사기 판매로 얽혀있다.
- 권동호 : 덕산 역 - 양 할멈의 아들, 프로레슬러가 꿈이었다.
- 원현준 : 김코치 역 - 덕산의 레슬링 코치
- 정애화 : 벌구 어머니 역
- 노정현 : 필만 역 - 벌구 패거리
- 홍정인 : 도훈 역 - 벌구 패거리
- 최재환 : 노상복 역 - 황 선장의 조카, 증도에서 목선을 몰고 있다.
- 임철형 : 목포 교도소장 역
- 문정대 : 김명구 역 - 여당 국회의원
- 고윤 : 강 과장 역 - 흥백산업 과장
- 김용석: 김군 역 - 천 회장 휘하 정숙을 감시하는 자
- 김진연 : 박군 역 - 천 회장 휘하 정숙을 감시하는 자
- 이순원 : 복싱 체육관 관장 역 - 송기택의 전 아내 예진의 재혼남
- 정영섭 : 최동근 역 - 남대문 경찰서 형사
- 김구택 : 김병식 역 - 율성병원 교수, 천 회장의 주치의
- 이용녀 : 명동 박 할매 역 - 사별한 천 회장 전 부인의 친동생
- 민무제 : 조한은행 점장 역
- 장지건 : 만수 역
- 윤부진 : 홍기 어머니 역

### 특별 출연
- 서경석 : 행운다방 박선장 역
- 박상면 : 행운다방 김선장 역
- 김민재 : 덕산 골동품 야쿠자 두목 양아들 역
- 영탁 : 부산 세관 최 주임 역
- 김장훈 : 가수 현인 역
- 오달수 : 오동남 역 - 해창 양장점 주인
- 윤경호 : 병식 역

### 우정 출연
- 이석 : 쌀 집 골목 건달 역

## 참고 사항
- 류승룡, 정영섭은 2022년에 개봉한 뮤지컬 영화 <인생은 아름다워> 이후 3년 만에 재회하는 작품이다.
- 이동휘, 홍기준, 임형준은 디즈니+ 드라마 《카지노》 이후로 3년 만에 복귀하는 작품이다.
- 정영섭은 MBC 일일드라마 《친절한 선주씨》 이후 2년 만에 재회하는 작품이다.
- 광주광역시에서 촬영하였다.
- 류승룡과 임수정은 영화 〈내 아내의 모든 것〉 이후 재회한다.
- 류승룡, 김종수, 김의성, 이동휘는 영화 〈극한직업〉 이후 재회한다.
- 류승룡과 장광은 영화 〈광해, 왕이 된 남자〉 이후 재회한다.